# 캡토프릴
캡토프릴(Captopril, 상표명: Capoten 등)은 고혈압 및 일부 유형의 심부전 치료에 사용되는 ACE 억제제이다.
1976년 특허를 받아 1980년 의학용으로 승인되었다.

## 부작용
캡토프릴의 부작용으로는 브래디키닌의 플라스마 수치 증가로 인한 기침, 혈관부종, 과립구 감소증, 단백뇨, 고칼륨혈증, 이상미각, 기형, 기립성 저혈압, 급성신부전, 백혈구 감소가 포함된다.
캡토프릴의 짧고 빠른 방식의 동작으로 인해 발생하는 체위성 저혈압을 제외하고, 언급되는 거의 대부분의 부작용들은 모든 ACE 억제제에 일반적이다. 이 중에 기침이 가장 흔한 부작용이다. 특히 혈액 내 칼륨 수치를 증가시키는 다른 약물과 함께 복용하면 고칼륨혈증을 유발할 수 있다. 그 밖의 부작용은 다음과 같다:
- 가려움
- 두통
- 빠른맥
- 흉통
- 심계항진
- 약화

## 과다복용
캡토프릴(다른 ACE 억제제처럼)의 과다복용은 날록손으로 치료할 수 있다.

## 역사
1976년 특허를 받았으며 1980년 의료용으로 승인되었다. 개발된 최초의 ACE 억제제이며 동작 구조와 개발 과정 면에서 중대한 발견으로 간주되었다. 캡토프릴은 노벨상 수상자 존 베인(John Vane)이 개척한 개념에 기반하여 E. R. Squibb & Sons Pharmaceuticals에서 발견되고 개발되었으며 현재 브리스톨 마이어스 스큅에 의해 마케팅된다.
캡토프릴은 미국의 의약 기업 스큅(현재의 브리스톨 마이어스 스큅)의 3명의 연구원들에 의해 1975년 개발되었다: Miguel Ondetti, Bernard Rubin, David Cushman. 스큅은 1976년 2월 이 약물의 미국 특허 보호를 신청했으며 1977년 9월 미국 특허 4,046,889가 부여되었다.

## 화학 합성
| 캡토프릴 합성 1 | 캡토프릴 합성 2 |
| --------------- | --------------- |
|                 |                 |